# Sevinc Gürsen Akyildiz
Sevinc Gürsen Akyildiz är en turkisk skådespelare som är född den 23 januari 1979. Hon är mest känd för att vara med i TV-serien Gümüs. Hon har gjort en Coca Cola-reklam för Turkiet. Hon har även gjort reklam för Gümüssuyu Carpet, Star Newpaper, Arçelik, Alo och Orkid. Hon är mest med i romantiska serier och komediserier. Sevinc är 1,76 meter lång.

## TV-serier
- Gümüş, 2005 (Bahar)
- Metro palas, 2004 (Gaye)
- Asli ile Kerem, 2002
- Biz size asik olduk, 2002
- Kuzenlerim, 2002 (Asya)
- Mihriban, 2002
- Günaydin Istanbul kardes, 1999
- Mahallenin muhtarlari, 1992